# Pentacyphus andinus
Pentacyphus andinus är en oleanderväxtart som först beskrevs av John Ball, och fick sitt nu gällande namn av S. Liede. Pentacyphus andinus ingår i släktet Pentacyphus och familjen oleanderväxter. Inga underarter finns listade i Catalogue of Life.